# V486 Возничего
V486 Возничего (лат. V486 Aurigae) — одиночная переменная звезда в созвездии Возничего на расстоянии (вычисленном из значения параллакса) приблизительно 4230 световых лет (около 1297 парсеков) от Солнца. Видимая звёздная величина звезды — от +11,3m до +10,6m.

## Характеристики
V486 Возничего — красная пульсирующая полуправильная переменная звезда (SR:) спектрального класса M. Эффективная температура — около 3296 K.